# Refuge des Merveilles
Das Refuge des Merveilles ist eine Schutzhütte der Sektion Nice-Mercantour des Club Alpin Français in Frankreich im Département Alpes-Maritimes und befindet sich im Mercantour-Gebirge. Sie liegt am Rande des Lac long supérior.
Man erreicht die Schutzhütte vom Lac des Mesches durch das Vallée des Merveilles. Von ihr kann man zum Gipfel des Mont Bégo aufsteigen.

## Weblinks

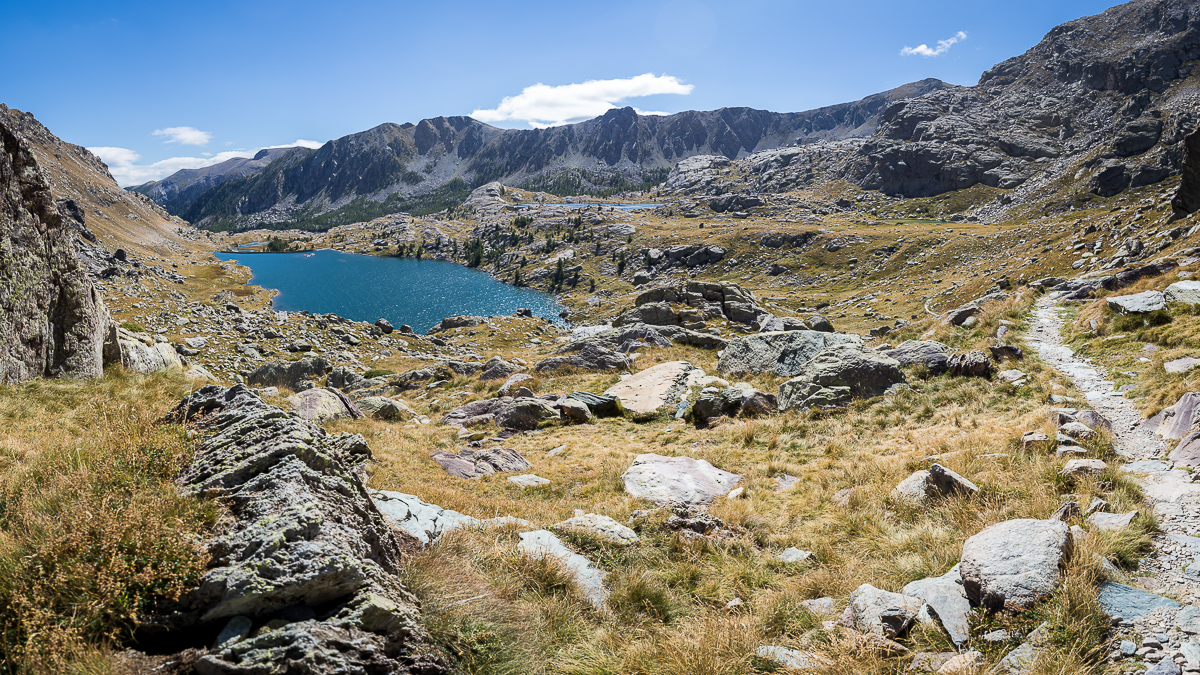
Refuge des Merveilles im September 2016.